# Сан-Фернандо (Колумбия)
Сан-Фернандо (исп. San Fernando) — город и муниципалитет на севере Колумбии, на территории департамента Боливар.

## История
Поселение, из которого позднее вырос город, было основано в 1759 году. Название города связано с именем кастильского короля и католического святого Фернандо III. Муниципалитет Сан-Фернандо был выделен в отдельную административную единицу в 1832 году.

## Географическое положение

Муниципалитет Сан-Фернандо

Город расположен на востоке центральной части департамента, на левом берегу рукава Момпос реки Магдалена, на расстоянии приблизительно 180 километров к юго-востоку от города Картахена, административного центра департамента. Абсолютная высота — 18 метров над уровнем моря.

Муниципалитет Сан-Фернандо граничит на западе с территорией муниципалитета Санта-Крус-де-Момпос, на юге — с муниципалитетами Атильо-де-Лоба и Пинильос, на востоке — с муниципалитетом Маргарита, на севере — с территорией департамента Магдалена. Площадь муниципалитета составляет 288 км².

## Население
По данным Национального административного департамента статистики Колумбии, совокупная численность населения города и муниципалитета в 2015 году составляла 13 753 человека.
Динамика численности населения муниципалитета по годам:
| 2005   | 2006   | 2007   | 2008   | 2009   | 2010   | 2011   | 2012   | 2013   | 2014   | 2015   |
| ------ | ------ | ------ | ------ | ------ | ------ | ------ | ------ | ------ | ------ | ------ |
| 12 965 | 13 023 | 13 085 | 13 153 | 13 227 | 13 305 | 13 383 | 13 466 | 13 556 | 13 657 | 13 753 |

Согласно данным переписи 2005 года мужчины составляли 51,7 % от населения Сан-Фернандо, женщины — соответственно 48,3 %. В расовом отношении белые и метисы составляли 99,98 % от населения города; негры, мулаты и райсальцы — 0,01 %; индейцы — 0,01 %.
Уровень грамотности среди всего населения составлял 75,5 %.

## Экономика
Основу экономики Сан-Фернандо составляет сельское хозяйство.
84,9 % от общего числа городских и муниципальных предприятий составляют предприятия торговой сферы, 11 % — предприятия сферы обслуживания, 2,7 % — промышленные предприятия, 1,4 % — предприятия иных отраслей экономики.

## Транспорт
Через город проходит национальное шоссе № 78 (исп. Ruta Nacional 78).